# LBC Radio
LBC Radio (ursprünglich London Broadcasting Company) ist eine private Talkradio-Station aus London. LBC war der erste kommerzielle Hörfunksender im Vereinigten Königreich und nahm am 8. Oktober 1973 den Betrieb auf. Die Station gehört Global Radio. Bekanntheit erlangte die Sendelizenz unter anderem, weil der ehemalige Vorsitzende der rechtspopulistischen UKIP Nigel Farage eine eigene Talkshow auf dem Sender moderierte.
Die Schwesterstation ist LBC London News. Dort gibt es Nachrichten, Wetter und Verkehrsfunk auf Mittelwelle und DAB.
LBC war zunächst nur über UKW im Großraum London zu hören, gewann aber durch seinen Livestream und die Satellitenübertragung weltweit Hörer. Der Claim des Senders lautete zunächst „London’s Biggest Conversation“, später: „Leading Britain’s Conversation“.
Seit 2008 betreibt der Sender einen YouTube-Kanal.
2017 startete der Sender „The Nigel Farage Show“. Durch die Verbreitung via Webstream, vor allem im englischsprachigen Ausland und via YouTube-Kanal, bekam Farage auch Höreranrufe aus den USA und anderen Ländern. Die Sendung wurde 2020 eingestellt.